# Hietaniemi landskommun
Hietaniemi landskommun var en tidigare kommun i Norrbottens län. Kommunkod 1952-1968 var 2517. Centralort var Koivukylä/Hedenäset.

## Administrativ historik
Hietaniemi landskommun inrättades den 1 januari 1863 i Hietaniemi socken  i Norrbotten när 1862 års kommunalförordningar trädde i kraft.
1 januari 1931 (enligt beslut den 14 mars 1930) överfördes till Övertorneå landskommun ett obebott område, lägenheterna Östanskog n:r 1 (Koivukylä 23:2) och Utby n:r 1 (Koivukylä 24:2). Detta område hade tidigare legat inneslutet av Övertorneå.
Kommunreformen 1952 påverkade inte indelningarna i området, då varken Västerbottens eller Norrbottens län berördes av reformen. 1 januari 1969 uppgick Hietaniemi (som då hade 1 899 invånare) i Övertorneå landskommun.

### Judiciell tillhörighet
I judiciellt hänseende tillhörde landskommunen först Torneå domsaga och Övertorneå tingslag. Övertorneå tingslag och Nedertorneå tingslag slogs ihop den 1 januari 1919 för att bilda Torneå tingslag, som Hietaniemi landskommun tillhörde efter det.

### Kyrklig tillhörighet
I kyrkligt hänseende tillhörde landskommunen Hietaniemi församling.

## Kommunvapen
Hietaniemi landskommun förde inte något vapen.

## Befolkningsutveckling
| Befolkningsutvecklingen i Hietaniemi landskommun 1870–1965 | Befolkningsutvecklingen i Hietaniemi landskommun 1870–1965 | Befolkningsutvecklingen i Hietaniemi landskommun 1870–1965 | Befolkningsutvecklingen i Hietaniemi landskommun 1870–1965 | Befolkningsutvecklingen i Hietaniemi landskommun 1870–1965 |
| --- | ---------------------------------------------------------- | ---------------------------------------------------------- | ---------------------------------------------------------- | ---------------------------------------------------------- |
| |                                                            |                                                            |                                                            |                                                            |
| År |                                                            |                                                            | Folkmängd                                                  |                                                            |
| 1870 | 1870                                                       |                                                            | 1 837                                                      |                                                            |
| 1880 | 1880                                                       |                                                            | 1 998                                                      |                                                            |
| 1890 | 1890                                                       |                                                            | 1 946                                                      |                                                            |
| 1900 | 1900                                                       |                                                            | 1 968                                                      |                                                            |
| 1910 | 1910                                                       |                                                            | 2 150                                                      |                                                            |
| 1920 | 1920                                                       |                                                            | 2 437                                                      |                                                            |
| 1930 | 1930                                                       |                                                            | 2 489                                                      |                                                            |
| 1935 | 1935                                                       |                                                            | 2 592                                                      |                                                            |
| 1940 | 1940                                                       |                                                            | 2 648                                                      |                                                            |
| 1945 | 1945                                                       |                                                            | 2 637                                                      |                                                            |
| 1950 | 1950                                                       |                                                            | 2 670                                                      |                                                            |
| 1955 | 1955                                                       |                                                            | 2 644                                                      |                                                            |
| 1960 | 1960                                                       |                                                            | 2 444                                                      |                                                            |
| 1965 | 1965                                                       |                                                            | 2 134                                                      |                                                            |
| Anm: För åren 1870-1945: befolkning enligt folkräkning 31 december enligt den administrativa indelningen den 1 januari följande år. 1950 avser befolkning enligt folkräkning den 31 december enligt den administrativa indelningen den 1 januari 1952. 1955 avser den kyrkobokförda befolkningen den 31 december enligt den administrativa indelningen den 1 januari följande år. 1960 och 1965 avser befolkning enligt folkräkning den 1 november enligt den administrativa indelningen den 1 januari följande år. |                                                            |                                                            |                                                            |                                                            |

## Geografi
Hietaniemi landskommun omfattade den 1 januari 1952 en areal av 770,54 km², varav 703,24 km² land. Efter nymätningar och arealberäkningar färdiga den 1 januari 1954 omfattade landskommunen den 1 januari 1961 en areal av 754,15 km², varav 691,00 km² land.

### Tätorter i kommunen 1960
| Tätort    | Folkmängd |
| --------- | --------- |
| Hedenäset | 614       |
| Risudden  | 240       |

Tätortsgraden i kommunen var den 1 november 1960 34,9 procent.

### Orter i kommunen
- Vid Torne älv:
  - Niemis/Luppio, Koivukylä/Hedenäset, Päkkilä/Bäckesta och Vitsaniemi/Risudden.
- Vid sjöstränder:
  - Armasjärvi, Ekfors, Liehittäjä, Puhkuri, Littiäinen, Persomajärvi, Kukasjärvi, Pallakka, Koutojärvi, Vuomajärvi och Matojärvi.

## Näringsliv
Vid folkräkningen den 31 december 1950 var huvudnäringen för kommunens befolkning uppdelad på följande sätt:
- 57,3 procent av befolkningen levde av jordbruk med binäringar
- 19,5 procent av industri och hantverk
- 10,4 procent av offentliga tjänster m.m.
- 6,3 procent av samfärdsel
- 3,0 procent av handel
- 1,1 procent av husligt arbete
- 0,0 procent av gruvbrytning
- 2,4 procent av ospecificerad verksamhet.

Av den förvärvsarbetande befolkningen (917 personer) jobbade bland annat 53,3 procent med jordbruk och boskapsskötsel, 9,6 procent med byggnadsverksamhet och 5,5 procent med skogsbruk. 26 av förvärvsarbetarna (2,8 procent) hade sin arbetsplats utanför kommunen.

## Politik

### Mandatfördelning i valen 1938-1966
| 4 | 6 | 6 | 5 |

| 20 |

| 3 | 8 | 6 | 4 |

| 21 |

| 5 | 6 | 9 | 1 |

| 20 |

| 3 | 8 | 8 | 2 |

| 20 |

| 3 | 8 | 8 | 2 |

| 21 |

| 3 | 8 | 8 | 2 |

| 21 |

| 3 | 9 | 8 | 1 |

| 20 |

| 3 | 8 | 7 | 1 | 2 |

| 20 |

### Fotnoter
1. 1 2 3 4  Folkräkningen, den 1 november 1960, I : Folkmängd inom kommuner och församlingar efter kön, ålder, civilstånd m. m., SCB, 1961, läs online.[källa från Wikidata]
2. ↑   (PDF) Folkräkningen den 31 december 1930, I, Areal och folkmängd inom särskilda förvaltningsområden m.m., Befolkningsagglomerationer. Stockholm: Statistiska centralbyrån. 1935. sid. 120. Arkiverad från originalet den 26 oktober 2014. https://www.webcitation.org/6TbpmPsGq?url=http://www.scb.se/Grupp/Hitta_statistik/Historisk_statistik/_Dokument/SOS/Folkrakningen_1930_1.pdf. Läst 26 oktober 2014 Arkiverad 24 september 2015 hämtat från the Wayback Machine.
3. 1 2   (PDF) Folkräkningen den 31 december 1950, I, Areal och folkmängd inom särskilda förvaltningsområden m.m., Tätorter. Stockholm: Statistiska centralbyrån. 1952-05-19. sid. 6* & 121. Arkiverad från originalet den 1 oktober 2014. https://www.webcitation.org/6T09ZkyrB?url=http://www.scb.se/Grupp/Hitta_statistik/Historisk_statistik/_Dokument/SOS/Folkrakningen_1950_1.pdf. Läst 9 oktober 2014 Arkiverad 29 oktober 2013 hämtat från the Wayback Machine.
4. ↑  Per Andersson: Sveriges kommunindelning 1863-1993, Draking, Mjölby 1993, ISBN 91-87784-05-X, s. 100
5. ↑   ( PDF) Folk- och bostadsräkningen 1970, Del 1. Befolkning i kommuner och församlingar m.m.. Stockholm: Statistiska centralbyrån. 1972. sid. 69 & 253. Arkiverad från originalet den 6 juli 2015. https://www.webcitation.org/6ZpNsyqr4?url=http://www.scb.se/Grupp/Hitta_statistik/Historisk_statistik/_Dokument/SOS/Folk_o_bostadsrakningen_1970_1.pdf. Läst 11 juni 2019 Arkiverad 24 september 2015 hämtat från the Wayback Machine.
6. ↑  ”Historisk statistik efter serie”. Statistiska centralbyrån. Arkiverad från originalet den 30 december 2017. https://web.archive.org/web/20171230122632/http://www.scb.se/sv_/hitta-statistik/historisk-statistik/digitaliserat---statistik-efter-serie/. Läst 11 juni 2019.
7. ↑  ”Folkräkningen 1910–1960”. Statistiska centralbyrån. Arkiverad från originalet den 22 augusti 2018. https://web.archive.org/web/20180822113519/https://www.scb.se/sv_/Hitta-statistik/Historisk-statistik/Digitaliserat---Statistik-efter-serie/Sveriges-officiella-statistik-SOS-utg-1912-/Folk--och-bostadsrakningarna-1860-1990/Folkrakningen-1910-1960/. Läst 11 juni 2019.
8. ↑  ”Folk- och bostadsräkningen 1965–1990”. Statistiska centralbyrån. Arkiverad från originalet den 22 augusti 2018. https://web.archive.org/web/20180822145518/https://www.scb.se/sv_/Hitta-statistik/Historisk-statistik/Digitaliserat---Statistik-efter-serie/Sveriges-officiella-statistik-SOS-utg-1912-/Folk--och-bostadsrakningarna-1860-1990/Folk--och-bostadsrakningen-1965-1990/. Läst 11 juni 2019.
9. ↑   (PDF) Folkräkningen den 1 november 1960, I, Folkmängd inom kommuner och församlingar efter kön, ålder, civilstånd m.m.. Stockholm: Statistiska centralbyrån. 1965-09-30. sid. 61. Arkiverad från originalet den 15 juli 2015. https://www.webcitation.org/6a1zkRbkC?url=http://www.scb.se/Grupp/Hitta_statistik/Historisk_statistik/_Dokument/SOS/Folkrakningen_1960_01.pdf. Läst 26 december 2014 Arkiverad 14 oktober 2013 hämtat från the Wayback Machine.
10. ↑   (PDF) Folkräkningen den 1 november 1960, II, Folkmängd inom tätorter efter kön, ålder och civilstånd.. Stockholm: Statistiska centralbyrån. 1961-10-31. sid. 33. Arkiverad från originalet den 29 juni 2015. https://www.webcitation.org/6ZeEB9Ija?url=http://www.scb.se/Grupp/Hitta_statistik/Historisk_statistik/_Dokument/SOS/Folkrakningen_1960_02.pdf. Läst 30 juni 2015 Arkiverad 24 september 2015 hämtat från the Wayback Machine.
11. 1 2   (PDF) Folkräkningen den 31 december 1950, IV, Totala räkningen: folkmängden efter yrke i kommuner, församlingar och tätorter. Stockholm: Statistiska centralbyrån. 1954-10-08. sid. 188-189. Arkiverad från originalet den 30 juni 2015. https://www.webcitation.org/6Zfas4HUP?url=http://www.scb.se/Grupp/Hitta_statistik/Historisk_statistik/_Dokument/SOS/Folkrakningen_1950_4.pdf. Läst 30 juni 2015 Arkiverad 24 september 2015 hämtat från the Wayback Machine.